# Gajusz Oktawiusz
Gajusz Oktawiusz (Gaius Octavius) – członek ekwickiej gałęzi rzymskiego rodu Oktawiuszów, ojciec Augusta. Bogactwo zostawione mu przez ojca pozwoliło, jako pierwszemu w rodzinie, uzyskiwać kolejne publiczne urzędy w Rzymie. Warunkiem wejścia do senatu był cenzus majątkowy osiągnięty przez Oktawiuszów, dotąd tylko zamożnych ekwitów w Velitrae.
Z zachowanej inskrypcji wiemy, że Gajusz był trybunem wojskowym, kwestorem, edylem plebejskim z Gajuszem Toraniuszem w 64 p.n.e., a w końcu osiągnął stanowisko pretora. Został wybrany w 61 p.n.e. na pierwszym miejscu, co zawdzięczał bardzo dobrej reputacji zyskanej sprawowaniem poprzednich urzędów. Obowiązki pretorskie też wypełniał tak dobrze, że Cyceron stawiał go za wzór swojemu bratu Kwintusowi. W roku następnym zastąpił Gajusza Antoniusza Hybrydę jako namiestnik prowincji Macedonii z tytułem prokonsula. Po drodze do prowincji, pod Thurii, wypełniając rozkaz senatu, doszczętnie rozbił oddział niewolników, wcześniej wchodzący w skład armii Spartakusa, a teraz zgromadzony przez Katylinę. Prawość i energia wykazane w administrowaniu swoją prowincją stały się jeszcze raz przedmiotem rekomendacji Cycerona dla jego brata. Zaprowadzenie porządku wśród plemion trackich, naruszających porządek w prowincji, zyskało mu tytuł imperatora w jego oddziałach. Powrócił do Rzymu w końcu 59 roku i oczekiwano, że zostanie wybrany konsulem. Zmarł jednak nagle na początku 58 p.n.e. w Noli, w Kampanii. Był dwukrotnie żonaty, z Ancharią i z Atią. To drugie małżeństwo, zawarte przed 65 rokiem z Atią, siostrzenicą Cezara pozwoliło Gajuszowi na zyskanie koneksji z wpływowym rodem Juliuszów.

## Małżeństwa i dzieci
| Gajusz Oktawiusz                      |
| \| 1. Ancharia \| \| 2. Atia Maior \| |
| 1. Ancharia                           |
| 2. Atia Maior                         |

| 1. Ancharia   |
| 2. Atia Maior |

| 1                          |
| Oktawia Starsza            |
| \| 1. Sekstus Apulejusz \| |
| 1. Sekstus Apulejusz       |

| 1. Sekstus Apulejusz |

| 2                                                            |
| Oktawia Młodsza                                              |
| \| 1. Gajusz Klaudiusz Marcellus \| \| 2. Marek Antoniusz \| |
| 1. Gajusz Klaudiusz Marcellus                                |
| 2. Marek Antoniusz                                           |

| 1. Gajusz Klaudiusz Marcellus |
| 2. Marek Antoniusz            |

| 2                                                 |
| August                                            |
| \| 1. Klodia \| \| 2. Skrybonia \| \| 3. Liwia \| |
| 1. Klodia                                         |
| 2. Skrybonia                                      |
| 3. Liwia                                          |

| 1. Klodia    |
| 2. Skrybonia |
| 3. Liwia     |

| Julia                                                                              |
| \| 1. Marek Klaudiusz Marcellus \| \| 2. Marek Agrypa \| \| 3. Tyberiusz cesarz \| |
| 1. Marek Klaudiusz Marcellus                                                       |
| 2. Marek Agrypa                                                                    |
| 3. Tyberiusz cesarz                                                                |

| 1. Marek Klaudiusz Marcellus |
| 2. Marek Agrypa              |
| 3. Tyberiusz cesarz          |